# Armin Meier
Armin Meier (Rickenbach (Lucerna), 3 de novembro de 1969) é um ex-ciclista de estrada suíço. Ele estava envolvido no caso Festina. Foi campeão nacional de estrada em 1996 e 1999.